# Dobroslavice (zámek)
Zámek Dobroslavice stával v obci Dobroslavice v Moravskoslezském kraji. Na místě zámku původně stávala tvrz, o které první zmínka pochází z roku 1517. Roku 1577 byla přestavěna na renesanční dvoupatrový zámek.

## Historie
Od roku 1424 vlastnili dobroslavické panství Falklové z Čochendorfu, kterým patřilo do 16. století. Za jejich vlády zde byla postavena tvrz, první zmínky o ní jsou z roku 1517, kdy ji Dětoch z Čochendorfu se vsí, dvorem a dvěma vesnicemi Plesnou a Pustkovcem postoupil Jindřichovi z Děhylova. Tato tvrz byla přestavěna na renezanční zámek v roce 1577 Albertem z Vrbna. Součástí zámku byl rozsáhlý statek, mlýn, rybník (Dobroslavický) a hájenka. Dále zde byl panský dvůr s ovčínem, s pivovarem a lihovarem. V roce 1638 postihl obec a dvůr velký požár. Následujícími majiteli byli Tvorkovští z Vrbna, Bruntálští z Vrbna a rod Gianninni z Itálie. V roce 1860 panství získal rod Wiczků, který jej vlastnil až do zániku v roce 1945. V dubnu 1945 byly zámek i obec během Ostravské operace téměř zničeny. Zatímco obec byla obnovena, u zámku se to nestalo. Ještě v letech 1945 až 1946 se v nepoškozených místnostech vyučovalo. Později byl zámek rozebrán na stavební materiál, který byl využit při obnově obce.

## Zámecký park
K zámku patřil rozsáhlý zámecký park, který byl založen za panování Josefa Czaderského v letech 1813–1819. Jihovýchodně od zámku vznikal park v anglickém stylu a navazoval na starou zahradu (sad). Součástí parku byl altán, dva zděné letohrádky a stáje pro koně. Nad Děhylovským potokem byl postaven kamenný most, postavena byla také kaple. Park byl obehnán kamennou zdí. Po 2. světové válce byla část parku rozparcelována a určena k výstavbě nových rodinných domů. Od roku 1958 je zámecký park památkově chráněn.
K zámku patřilo i zahradnictví, které se v obci provozuje dodnes.
V parku se nacházejí:
- Sloup se sochou Panny Marie při zámeckém parku z 19. století, dar hraběte Wilczka Dobroslavicím.[4] Sloup se sochou P. Marie je kulturní památkou ČR.[5]
- Dekorativní váza v barokním stylu z 19. století.
- Zřícenina mostu přes Děhylovský potok z přelomu 19. a 20. století.
- Tenisové kurty
- Naučná stezka z Dobroslavic do Děhylova

## Galerie

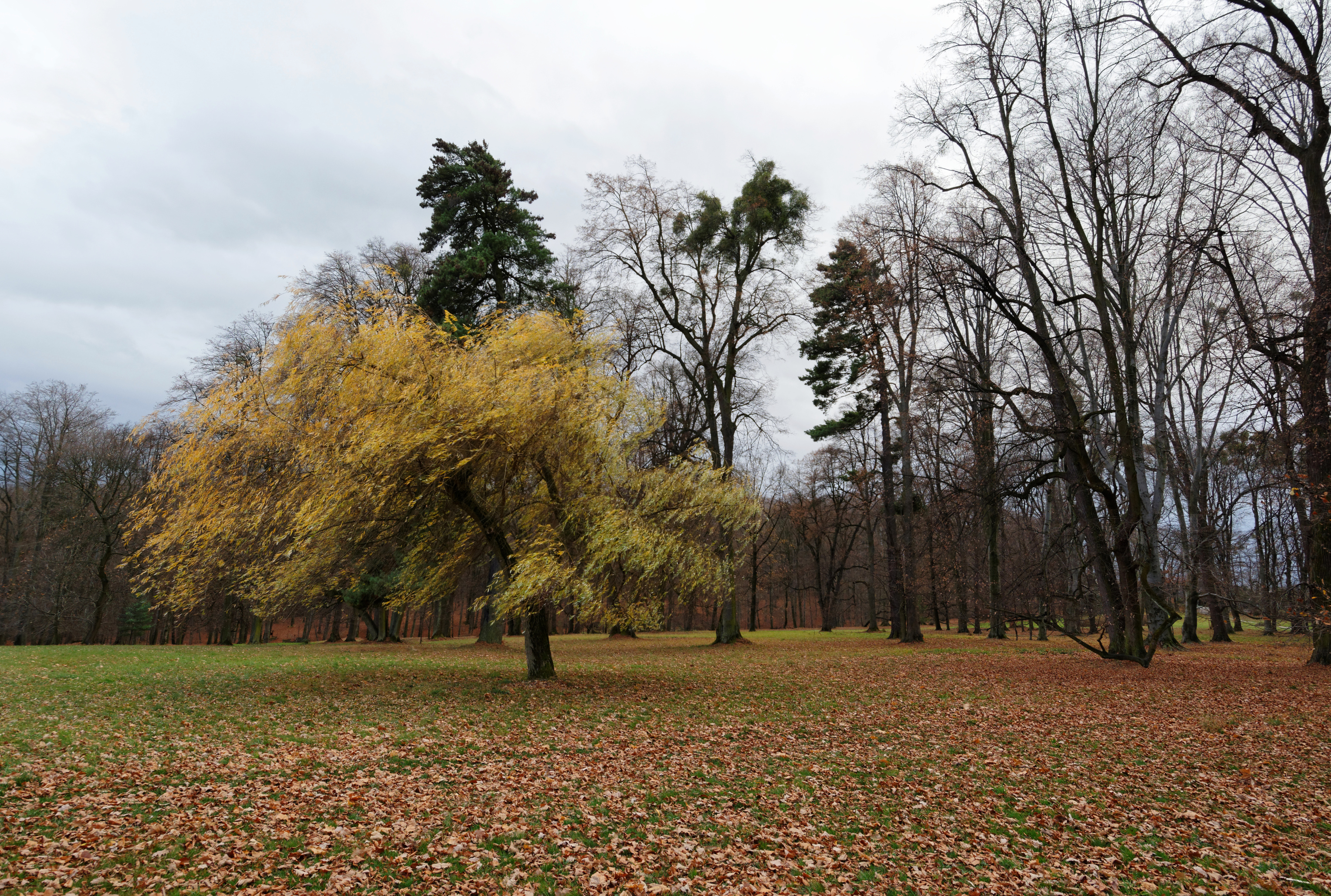
Zámecký park
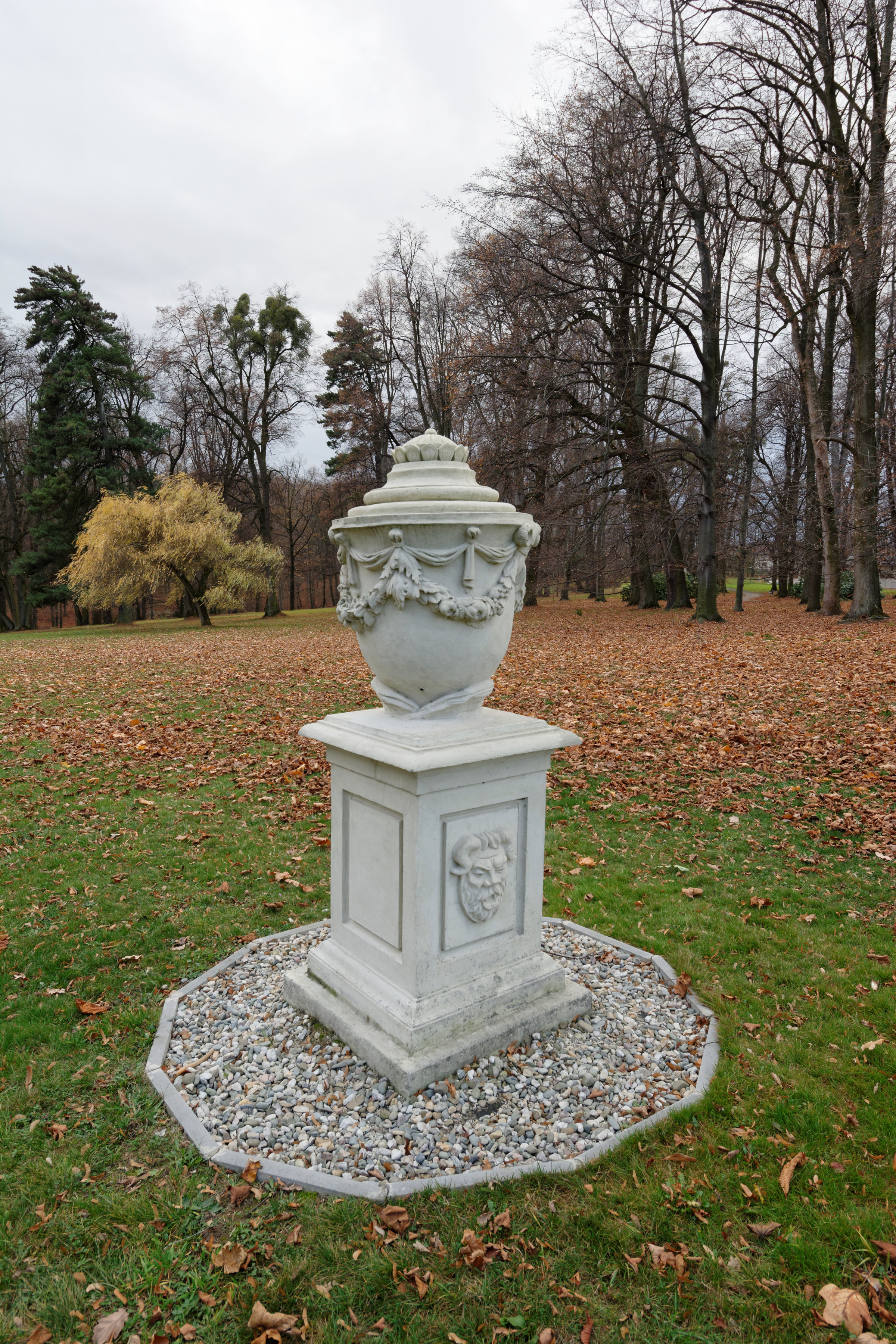
Dekorativní váza
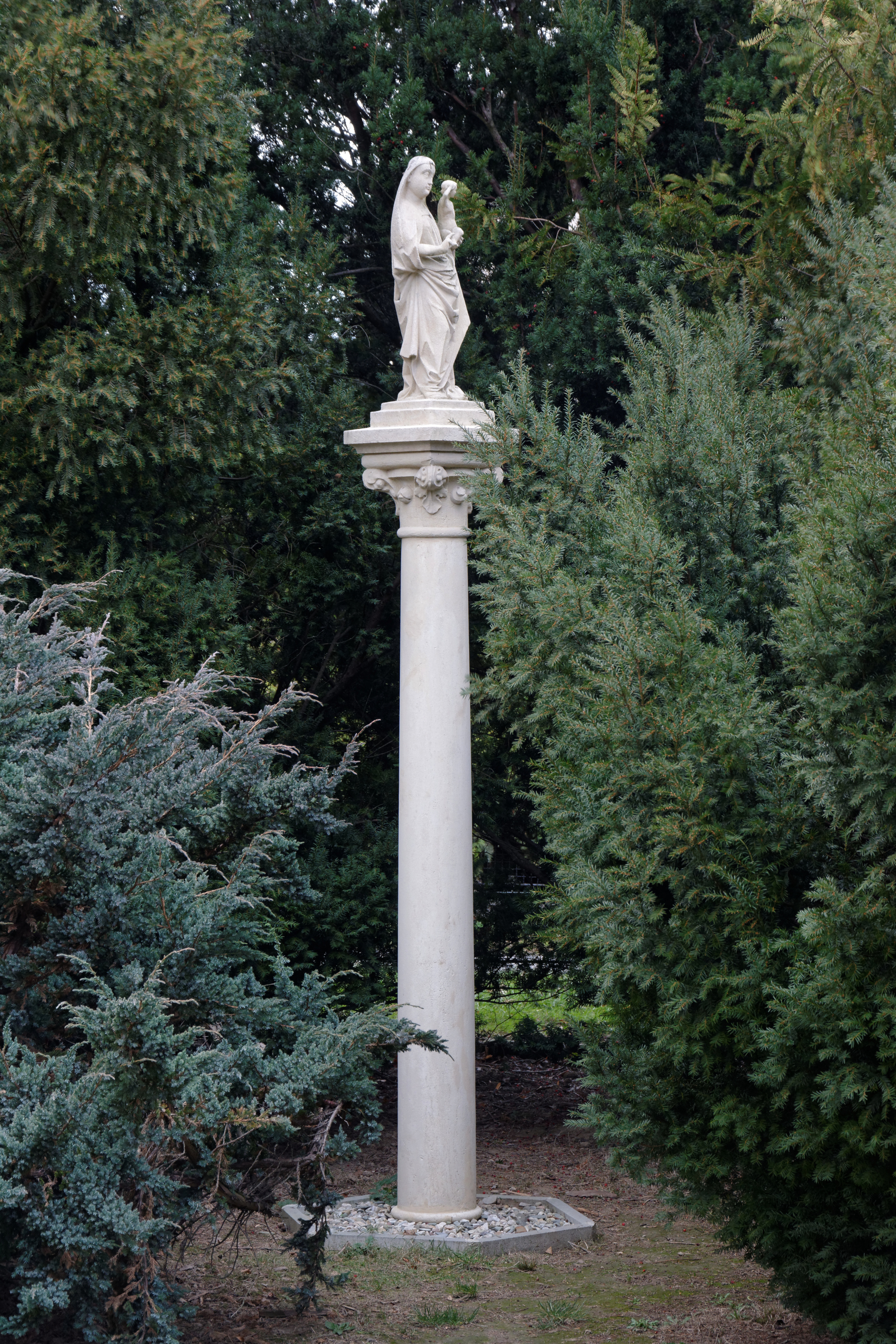
Sloup se sochou Panny Marie

## Další informace
Poblíž se nachází lípa velkolistá u Sýkorů, přibližně 600 m jižně se nachází kopec Končina.